# Ромина
Ромина (рум. Româna) — село у повіті Олт в Румунії. Адміністративно підпорядковане місту Балш.
Село розташоване на відстані 158 км на захід від Бухареста, 20 км на захід від Слатіни, 24 км на схід від Крайови.

## Населення
За даними перепису населення 2002 року у селі проживали 444 особи. Усі жителі села рідною мовою назвали румунську.
Національний склад населення села:
| Національність | Кількість осіб | Відсоток |
| -------------- | -------------- | -------- |
| румуни         | 421            | 94,8%    |
| цигани         | 23             | 5,2%     |